# Tabaille (Pyrénées-Atlantiques)
Pour les articles homonymes, voir Tabaille.
Tabaille est une ancienne commune française du département des Pyrénées-Atlantiques. Le 18 avril 1842, la commune fusionne avec Usquain pour former la nouvelle commune de Tabaille-Usquain.

## Géographie
Tabaille est situé à 15 km au sud de Sauveterre-de-Béarn.

## Toponymie
Le toponyme Tabaille apparaît sous les formes 
Tavalhe (1385, censier de Béarn) et 
Tebalhe (1548, réformation de Béarn).

## Histoire
Paul Raymond note qu'en 1385, Tabaille comptait 7 feux et dépendait du bailliage de Sauveterre.

## Démographie
| 1793 | 1800 | 1806 | 1821 | 1831 | 1836 |
| ---- | ---- | ---- | ---- | ---- | ---- |
| 97   | 90   | -    | 130  | 119  | 111  |

## Pour approfondir